# Thaumastopeus saleijeri
Thaumastopeus saleijeri är en skalbaggsart som beskrevs av Schauer 1939. Thaumastopeus saleijeri ingår i släktet Thaumastopeus och familjen Cetoniidae. Inga underarter finns listade i Catalogue of Life.